# Ann E. Beatty
Ann E. Beatty (Cardington, Ohio, 15 de juliol de 1857 - Williamsport, Ohio, 19 de novembre de 1956) va ser una esperantista estatunidenca.
A principis del 1920 va compilar i publicar, probablement el 1924, un conjunt de 240 himnes en la llengua auxiliar internacional esperanto, Espero Internacia. Es tractava principalment d'una traducció d'obres ja existents per a un orfenat cristià anomenat Christian Home Orphanage, situat a Council Bluffs, Iowa, i que actualment porta el nom de Children's Square. Alguns dels continguts els podria haver escrit la mateixa Ann E. Beatty, incloent-hi Armilojn nun forlasu. Actualment porten el seu nom la col·lecció d'himnes de la biblioteca Culbert – la Ann E. Beatty Memorial Hymnal Collection – i el memorial E. Beatty Memorial Hymn Translation Challenge, un premi per traducció d'himnes organitzat per la mateixa biblioteca Culbert.